# Слободка (Спас-Деменский район)
Слободка  — деревня в Спас-Деменском районе Калужской области России. Входит в состав сельского поселения «Село Чипляево».

## Физико-географическая характеристика
Располагается в 13 км от Спас-Деменска и 133 км от Калуги.
Часовой пояс
Деревня Слободка находится в часовой зоне МСК (московское время). Смещение применяемого времени относительно UTC составляет +3:00.

## Население
| 2002 | 2007 | 2010 |
| ---- | ---- | ---- |
| 23   | ↘22  | ↘15  |